# Jack Wheeler (Publizist)
Jack Wheeler (* 1943) ist ein US-amerikanischer Publizist und Globetrotter.
Im Alter von 14 Jahren bestieg er das Matterhorn, mit 16 durchschwamm er den Hellespont. Mit zwei Elefanten überquerte er 1979 den Alpenpass Col de Clapier. Er erwarb seinen Doktorgrad in Philosophie an der University of Southern California. Er verfasste eine Reihe von geopolitischen Beiträgen und stand in der Regierungszeit von Ronald Reagan im Kontakt mit vielen anti-sowjetisch gestimmten Gruppierungen im Ausland. Wheeler gründete 1984 die Freedom Research Foundation.
Wheeler ist Chefredakteur des Online-Dienstes "To the Point", der sich selbst "The oasis for rational conservatives" nennt.

## Werke
- Young man in a hurry. ca. 1965
- The Adventurer's Guide. New York: McKay, 1975